# Cladonia confusa
Cladonia confusa R. Sant. (1942), è una specie di lichene appartenente al genere Cladonia,  dell'ordine Lecanorales.
Il nome proprio deriva dal latino confusus, che significa confusa, confondibile, ad indicare che la specie, pur essendo a sé stante è confondibile con altre per varie caratteristiche e che approfonditi studi potrebbero farla confluire in futuro in altre specie.

## Descrizione
I podezi sono alti da 2 a 6 centimetri, distribuiti in folti gruppi, di colore da giallo a giallo-verdastro, tendente al verde in piena maturazione; le ramificazioni sono prevalentemente tricotomiche, raramente tetracotomiche e isotomiche, con un diametro variabile da 0,3 a 1 millimetro e la maggior parte degli assili è nettamente perforata.
La parte terminale degli apoteci, di diametro compreso fra 0,2 e 0,7 millimetri, ha forma convessa e colore marrone scuro. All'esame cromatografico sono stati rilevati acido usnico e acido perlatolico, con tracce di acido anziaico.
Il fotobionte è principalmente un'alga verde delle Trentepohlia.

## Distribuzione e habitat
La specie è diffusa nelle regioni tropicali e neotropicali su legni e ceppaie marcescenti
È stata rinvenuta nelle seguenti località:
- Argentina, Bolivia, Brasile, Ecuador, Isole Azzorre, Isole Figi, Madagascar, Panama, Réunion, Tanzania, Uruguay, Venezuela.

## Tassonomia
Questa specie un tempo apparteneva al genere Cladina, oggi quasi interamente confluito in Cladonia, e viene ascritta dai lichenologi alla sezione Impexae; a tutto il 2008 sono state identificate le seguenti forme, sottospecie e varietà:
- Cladonia confusa f. bicolor (Müll. Arg.) Ahti & DePriest (2001).
- Cladonia confusa f. confusa R. Sant. (1942). (=Cladonia confusa R. Sant. (1942))